# Conflictsociologie
Conflictsociologie is een paradigma binnen de sociologie dat stelt dat elk sociaal systeem niet door consensus gekenmerkt wordt, maar door conflict, voortkomend uit sociale ongelijkheid. Sociale cohesie komt volgens dit paradigma tot stand middels dwang.
Bij de marxistische conflictsociologie komt conflict voort uit de tegenstelling kapitaal en arbeid, terwijl de niet-marxistische variant de scheiding legt tussen degenen die gezag bezitten en hen die daaraan onderworpen zijn.

## Belangrijkste figuren

### Karl Marx
Karl Marx wordt als grondlegger van het conflictsociologisch paradigma genoemd. 
Conflict zit volgens hem ingebakken in de maatschappelijke ordening. Als materialist ziet hij voor arbeid een centrale rol. Arbeid maakt de natuur dienstbaar aan de mens, verklaart het menselijk samenleven en is de basis voor maatschappelijke verhoudingen. 
Als gevolg van klassenverschillen is, volgens Marx, er een voortdurend conflict tot er een marxistische en vervolgens gelijkwaardige samenleving ontstaat. De structuur van het kapitalisme zou volgens Marx gebruikt kunnen worden als verklaring voor armoede en werkloosheid.
Critici merkten op dat dit te eenzijdig en te veel naar determinisme neigde. De massa zou onderschat worden. Bovendien is de revolutie niet gekomen. Ten slotte is ook de arbeidersklasse geen homogene groep, er zijn geschoolde en ongeschoolde arbeiders.

### Max Weber
Max Weber is een conflictsocioloog die afwijkt van Marx' theorie. Het economische is naar Webers mening onvoldoende om sociale ongelijkheid te verklaren. Mensen met een gemeenschappelijke status hebben een gemeenschappelijke levensstijl, en dezelfde graad aan levenskansen.

### Herbert Marcuse
Herbert Marcuse is een conflictsocioloog die zich afvroeg waarom de mens zich niet georganiseerd verzet tegen fundamentele onrechtvaardigheid in onze samenleving. Door de creatie van overvloed functioneren mensen volgens Marcuse vooral in functie van 'het hebben van', materieel bezit als drijfveer. Mensen verzetten zich niet tegen onrechtvaardigheden vanwege hun beloofde pensioen, zonder dit pensioen zou er conflict optreden.

### Ralf Dahrendorf
Volgens Ralf Dahrendorf ligt de ongelijke verdeling van gezag aan de basis van sociale conflicten in de samenleving. Elke sociale klasse heeft een tegengestelde positie tegenover het gezag en de heersende klasse zal zich versterken om zijn positie te behouden en de gedomineerde klasse zal ageren om deze toestand te veranderen. Sociale conflicten zijn dan een strijd om de verdeling van gezag te wijzigen en niet om het bezit van de productiemiddelen zoals gesteld door Marx.